# Charité Intensiv: Station 43
Charité intensiv: Station 43 ist eine 4-teilige dokumentarische Serie von Carl Gierstorfer und Co-Autorin Mareike Müller über eine Intensivstation der Berliner Charité während der zweiten Welle der Corona-Pandemie. Produziert hat Antje Boehmert, die Montage hatte Ronald Rist. Sie zählt zu den am meisten online abgerufenen Doku-Serien des deutschen Fernsehens und wurde unter anderem mit dem Grimme-Preis und dem Deutschen Fernsehpreis ausgezeichnet. Eine zweite Staffel wurde unter dem Titel Charité intensiv: Gegen die Zeit 2024 veröffentlicht.

## Inhalt
Die Serie dokumentiert die Behandlung und Pflege von Patienten auf der Intensivstation „Station 43“ der Charité in der Zeit von Weihnachten 2020 bis März 2021. In dieser Zeit befand sich Deutschland in der „zweiten Welle“ der Corona-Pandemie.
Die vier Episoden der Serie (STERBEN – KÄMPFEN – HOFFEN – GLAUBEN) zeigen die aufwändige und kräftezehrende Behandlung verschiedener Patienten, von denen einige genesen, andere an der schweren Krankheit versterben. Die körperliche und psychische Belastung für das medizinische Personal wird ebenso eindrücklich dargestellt wie das Leid der Patienten und Angehörigen.
Außerhalb der Station begleitet die dokumentarische Serie mehrmals das ECMObil, ein Fahrzeug, mit dem das medizinische Personal der Charité andere Kliniken unterstützt, wenn Patienten in diesen Kliniken Lungenunterstützung durch eine Extrakorporale Membranoxygenierung (kurz ECMO) benötigen.

## Entstehung
Die Vorbereitungen zur dokumentarischen Serie nahmen mehrere Monate in Anspruch. Die Journalistin Mareike Müller überzeugte mit ihrer Idee die Charité. Zusammen mit der Producerin Antje Boehmert bereiteten sie die Produktion vor und holten Carl Gierstorfer ins Team. Er wurde unter anderem als selbstdrehender Regisseur ausgewählt, da er durch seine Dokumentation Ebola – Das Virus überleben bereits Erfahrung mit hoch ansteckenden Krankheiten hatte. Außerdem ist er in der Lage, allein zu arbeiten, was in der beengten Umgebung einer Intensivstation notwendig war.
Die einzelnen Folgen sind ohne festgelegtes Skript entstanden. Die Hauptthemen der einzelnen Folgen wurden erst während der Arbeiten an der dokumentarischen Serie von Carl Gierstorfer, Mareike Müller, Antje Boehmert und Ronald Rist festgelegt.

## Veröffentlichung
Die Serie wurde ab 31. März 2021 in der ARD Mediathek veröffentlicht und zählt dort mit über zwei Millionen Abrufen zu den erfolgreichsten Doku-Serien. Der Sender rbb strahlte die ersten beiden Folgen am 14. und 21. April, die letzten beiden Folgen am 28. April 2021 aus. Der BR strahlte jeweils zwei Folgen am 5. und am 19. Mai 2021 aus. Der MDR zeigte alle vier Folgen der Serie am 13. Dezember 2021. Die dokumentarische Serie wurde im Folgenden auch mit englischer, türkischer und arabischer Untertitelung veröffentlicht. Außerdem wurde eine Audio-Fassung der Serie veröffentlicht.

## Rezeption
Die Jury des Deutschen Fernsehpreises bezeichnet die Dokumentation als „absolutes Ausnahme-Werk“.
Jakob Simmank lobt bei Zeit Online die unaufgeregte, aber eindrückliche Darstellung des Leids auf der Station: „Entstanden ist ein minimalistischer Film, Musik gibt es nur zu Beginn und Ende jeder Folge, Effekte sowieso nicht. Zum Glück, denn die Bilder sprechen für sich.“
Für Sabina Zollner von der Süddeutschen Zeitung ist die Dokumentation „… ein wichtiger Appell. Ein Appell, dass wir in Zeiten der Pandemiemüdigkeit nicht das Wichtigste aus den Augen verlieren sollten – den Wert eines Menschenlebens.“
In der Jury-Begründung zur Verleihung des Katholischen Medienpreises heißt es: „Die Autoren zeigen Arbeiten, Leben und Sterben auf einer Corona-Intensivstation, kommen Ärztinnen, Patienten, Pflegenden und Angehörigen sehr nahe: Zugewandt, aber immer sachlich, anrührend, niemals sentimental, ruhig und nüchtern erzählt – und zugleich unglaublich spannend.“
| Jahr | Preis                                                     | Kategorie                       | Preisträger                                                                | Resultat |
| ---- | --------------------------------------------------------- | ------------------------------- | -------------------------------------------------------------------------- | -------- |
| 2021 | Deutsche Akademie für Fernsehen                           | Redaktion/Producing/Dramaturgie | Antje Boehmert, Ute Beutler und Barbara Lohoff                             | Gewonnen |
| 2021 | Deutsche Akademie für Fernsehen                           | Dokumentarfilm                  | Carl Gierstorfer, Mareike Müller                                           | Gewonnen |
| 2021 | Deutscher Fernsehpreis                                    |                                 | Carl Gierstorfer, Antje Boehmert, Ute Beutler                              | Gewonnen |
| 2021 | Hanns-Joachim-Friedrichs-Preis                            |                                 | Carl Gierstorfer                                                           | Gewonnen |
| 2021 | Film- und Fernsehpreis des Hartmannbundes                 |                                 | Carl Gierstorfer, Mareike Müller                                           | Gewonnen |
| 2021 | Katholischer Medienpreis                                  | Fernsehen (Hauptpreis)          | Carl Gierstorfer, Mareike Müller                                           | Gewonnen |
| 2022 | Medienpreis der Deutschen Gesellschaft für Innere Medizin |                                 | Mareike Müller, Carl Gierstorfer                                           | Gewonnen |
| 2022 | Medienpreis der Deutschen Lungenstiftung                  |                                 | Mareike Müller, Carl Gierstorfer                                           | Gewonnen |
| 2022 | Blauer Panther – TV & Streaming Award                     | Buch und Regie                  | Carl Gierstorfer                                                           | Gewonnen |
| 2022 | Grimme-Preis                                              | Wettbewerb Information & Kultur | Carl Gierstorfer, Mareike Müller, Ronald Rist, Antje Boehmert, Ute Beutler | Gewonnen |